# Leon Pierożyński
Leon Pierożyński (ur. około 1745 lub 1753, zm. 1827 w Łyczówce) – polski aktor, poeta i dramatopisarz.

## Życiorys
Brak informacji na temat jego pochodzenia. Zadebiutował w 1775 roku w Warszawie jako autor wydanego anonimowo przekładu komedii Sébastiena-Rocha Nicolasa de Chamforta Młoda Indianka (wyst. 1777). W 1777 roku debiutował jako aktor na deskach Teatru Narodowego we własnej sztuce Pasterka sabaudzka. W 1778 roku prowadził własne przedsiębiorstwo teatralne w Lublinie. W 1779 roku występował w Warszawie we własnej sztuce Nie każdy śpi, co chrapi z muzyką autorstwa Gaetana. Na początku 1780 roku zawarł związek małżeński z Marianną Franciszką Marunowską, następnie w latach 1781–1783 wspólnie z żoną występował w zespole Tomasza Truskolaskiego we Lwowie i Lublinie. W latach 1783–1785 prowadził teatr dworski w posiadłości księcia Karola Radziwiłła w Nieświeżu, z którym w 1783 roku wyjeżdżał gościnnie na występy do Wilna, a w 1784 roku wystąpił podczas obrad sejmu w Grodnie. W 1784 roku podczas wizyty króla Stanisława Augusta Poniatowskiego w Nieświeżu wystawił Agatkę Macieja Radziwiłła.
Po rozwiązaniu zespołu teatralnego w Nieświeżu w 1785 roku wyjechał na krótki czas do Wilna. W latach 1786–1789 był członkiem zespołu Teatru Narodowego w Warszawie, gdzie wystąpił m.in. w roli Osmina w komedii Franciszka Zabłockiego Soliman II, czyli Trzy sułtanki. Przerabiał też na potrzeby sceny libretta oper komicznych niemieckich, francuskich i włoskich. W tym okresie zerwał także z żoną, która nawiązała romans z Wojciechem Bogusławskim.
W latach 1789–1790 przebywał w Lublinie, gdzie prowadził teatr wspólnie z Józefem Harasimowiczem i Wojciechem Jasińskim. Na jego potrzeby napisał sztukę Jacek mistrz czyli szkoła łagodności. W 1791 roku wrócił do Warszawy, gdzie występował w teatrze królewskim w Łazienkach m.in. w roli Alego w przeróbce operetki Andrégo Ernesta Modeste’a Grétry’ego Dwaj skąpcy. Na temat jego późniejszych losów brak dokładnych informacji. W 1794 roku był urzędnikiem pocztowym w Smile. W 1795 roku występował w Wilnie oraz na dworze Aleksandra Antoniego Sapiehy w Dereczynie. Na początku XIX wieku przeniósł się na Wołyń, gdzie do 1808 roku związany był z dworem Franciszka Ksawerego Sapiehy. W tym czasie pisał panegiryki okolicznościowe dla miejscowych ziemian. Zmarł w 1827 roku w domu Tomasza Ostrowskiego, właściciela wsi Łyczówka.
Dokonał adaptacji na język polski wielu oper i komedii, m.in. Johanka i Bernardon z muzyką Domenica Cimarosy, Zazdrości wieśniacze z muzyką Giuseppe Sartiego, Żołnierz czarnoksiężnik z muzyką Gaetana. Był autorem czternastu sztuk teatralnych, z których do czasów współczesnych zachowały się cztery, rękopisy pozostałych spłonęły podczas powstania warszawskiego w 1944 roku.